# Bill Daniel
Bill Daniel, né le 20 novembre 1915 à Dayton au Texas et mort le 20 juin 2006 à Liberty au Texas, est un homme politique américain. Membre du Parti démocrate, il est le 5e gouverneur désigné de Guam du 20 mai 1961 au 20 janvier 1963.

## Biographie
Bill Daniel est né dans une famille riche et importante du Texas, son frère aîné Price Daniel Sr est devenu gouverneur du Texas , juge à la Cour suprême du Texas et sénateur américain . Daniel a fait d'importants dons pour de bonnes causes, en particulier à son université alban mater, Baylor. Plusieurs bâtiments du campus portent son nom, ainsi que son épouse Vara et d'autres membres de la famille Daniel.
Bill Daniel est décédé le 20 juin 2006 à son domicile de Liberty, au Texas, à l'âge de 90 ans.